# Colombia i olympiska sommarspelen 1992
Colombia deltog i de olympiska sommarspelen 1992 med en trupp bestående av 49 deltagare, och landet tog en bronsmedalj.

## Boxning
Lätt flugvikt
- Fernando Retayud
  - Första omgången — Förlorade mot Erdenentsogt Tsogtjargal (MGL), 2:8

Bantamvikt
- Jesús Pérez
  - Första omgången — Förlorade mot Philippe Wartelle (FRA), 5:12

Lätt weltervikt
- Edwin Cassiani
  - Första omgången — Förlorade mot Héctor Vinent (CUB), 4:27

## Brottning
Weltervikt, fristil
- Romelio Salas

## Bågskytte
Damernas individuella
- Maria Echavarria – Rankningsrunda, 55:e plats (0-0)

## Cykling
Herrarnas linjelopp
- José Robles
- Héctor Palacio
- Libardo Niño

Herrarnas sprint
- Jhon González

Herrarnas tempolopp
- José Velásquez

Herrarnas förföljelse
- Alberny Vargas

Herrarnas lagförföljelse
- Esteban López
- Fernando Sierra
- Alberny Vargas
- José Velásquez

Herrarnas poänglopp
- José Velásquez

## Fotboll
Herrar
Gruppspel
|              | Spelade | Vinster | Oavgjorda | Förluster | Gjorda mål | Insläppta mål | Poäng |
| ------------ | ------- | ------- | --------- | --------- | ---------- | ------------- | ----- |
| Spanien U23  | 3       | 3       | 0         | 0         | 8          | 0             | 6     |
| Qatar U23    | 3       | 1       | 1         | 1         | 2          | 3             | 3     |
| Egypten U23  | 3       | 1       | 0         | 2         | 4          | 6             | 2     |
| Colombia U23 | 3       | 0       | 1         | 2         | 4          | 9             | 1     |

## Friidrott
Herrarnas 5 000 meter
- Herder Vázquez
  - Heat — 14:06,80 (→ gick inte vidare)

Herrarnas 10 000 meter
- Herder Vázquez
  - Heat — 30:07,55 (→ gick inte vidare)

Herrarnas maraton
- Carlos Grisales — fullföljde inte (→ ingen placering)

Herrarnas 20 kilometer gång
- Héctor Moreno — 1:26:23 (→ 9:e plats)

Damernas 400 meter
- Ximena Restrepo
- Norfalia Carabali

## Fäktning
Herrarnas värja
- Mauricio Rivas
- Juan Miguel Paz

## Ridsport
Individuell hoppning
- Juan Carlos García
- Manuel Guillermo Torres
- Hugo Gamboa

Lagtävling i hoppning
- Juan Carlos García
- Manuel Guillermo Torres
- Hugo Gamboa